# جودی کید
جودی کید (انگلیسی: Jodie Kidd؛ زادهٔ ۲۵ سپتامبر ۱۹۷۸) مدل و بازیگر اهل بریتانیا است.